# Венсан Сімон
Венсан Сімон (фр. Vincent Simon, нар. 28 вересня 1983) — таїтянський футболіст, захисник клубу «Дрегон» та національної збірної Таїті.

## Клубна кар'єра
У дорослому футболі дебютував 2003 року виступами за команду клубу «Пірае», в якій провів вісім сезонів.
До складу клубу «Дрегон» приєднався 2011 року.

## Виступи за збірну
2004 року дебютував в офіційних матчах у складі національної збірної Таїті. Наразі провів у формі головної команди країни 23 матчі, забивши 1 гол.
У складі збірної був учасником кубка націй ОФК 2012 року, що проходив на Соломонових Островах і на якому таїтянці вперше в історії здобули титул переможця турніру. Брав участь у розіграші Кубка конфедерацій 2013 року в Бразилії.

## Досягнення
- Володар Кубка націй ОФК: 2012